# Bhairava

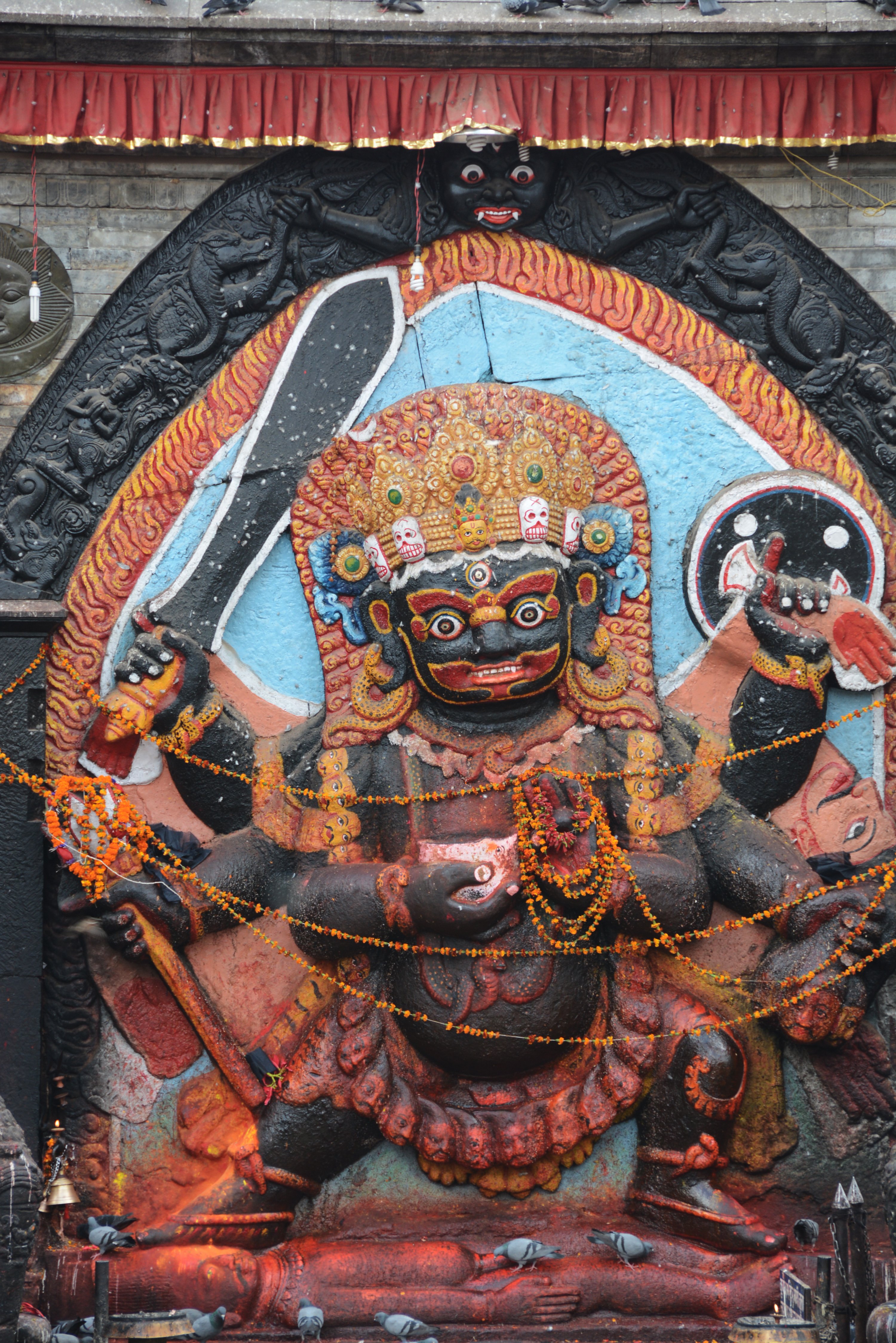
Kala Bhairava presso Kathmandu, Nepal

Bhairava (in Sanscrito, "Terribile, spaventoso") a volte conosciuto come Kala Bhairava è una divinità indù, feroce manifestazione di Shiva associata all'annientamento. Egli è spesso raffigurato con volto accigliato, occhi adirati, denti di tigre e capelli fiammeggianti; completamente nudo eccetto che per una ghirlanda di teschi e un serpente arrotolato al collo. Nelle sue quattro mani porta un cappio, il tridente, un tamburo, e un cranio. Egli è spesso raffigurato con un enorme cane quale propria cavalcatura. Ha avuto origine nella mitologia induista ed è una divinità sacra per gli indù, i buddisti e i giainisti. È adorato in Nepal e negli stati indiani del Rajasthan, del Karnataka, del Tamil Nadu e del Uttarakhand.

## Leggende
L'origine di Bhairava può essere ricondotta a una conversazione tra Brahmā e Visnù raccontata nello Shiva Purana, in cui Vishnu chiede di Brahma: "Chi è il creatore supremo dell'Universo?". Arrogantemente, Brahma rispose a Visnu di voler essere adorato come Creatore Supremo. Un giorno di Brahma pensò: "Ho cinque teste, Shiva ha anche cinque teste. Posso fare tutto quello che fa Shiva e perciò io sono Shiva". La superbia di Brahma crebbe a tal punto da indurlo a interferire con le mansioni divine di Shiva: fu allora che Mahadeva (Shiva) recise una ciocca dei propri capelli per farne nascere Kala Bhairava, incaricato di tagliare una delle teste di Brahma. Non appena il cranio di Brahma (Brahma Kapala) rimase fra le mani di Kala Bhairava, immediatamente in Brahma si spense ogni superbia, e il dio divenne illuminato. 
Nella forma di Kaala Bhairava, si dice che Shiva sia guardia di tutti gli Shaktipeeth, motivo per cui ogni tempio Shaktipeeth è accompagnato da un tempio dedicato a Bhairava.
Otto sono le diverse manifestazioni di Bhairava (Ashta Bhairava):
- Asithaanga Bhairava
- Ruru Bhairava
- Chanda Bhairava
- Krodha Bhairava
- Unmattha Bhairava
- Kapaala Bhairava
- Bheeshana Bhairava
- Samhaara Bhairava

Kala Bhairava è concettualizzato come il Guru della divinità planetaria Shani (Saturno). Bhairava è conosciuto come Bhairavar o Vairavar in lingua tamil dove è spesso presentato come un Grama deva o tutore del villaggio che salvaguarda il devoto su tutte le otto direzioni (Ettu tikku). Conosciuto in lingua cingalese come Bahirawa, egli protegge i tesori. Bhairava è la principale divinità venerata dagli Aghori.

## Lavori

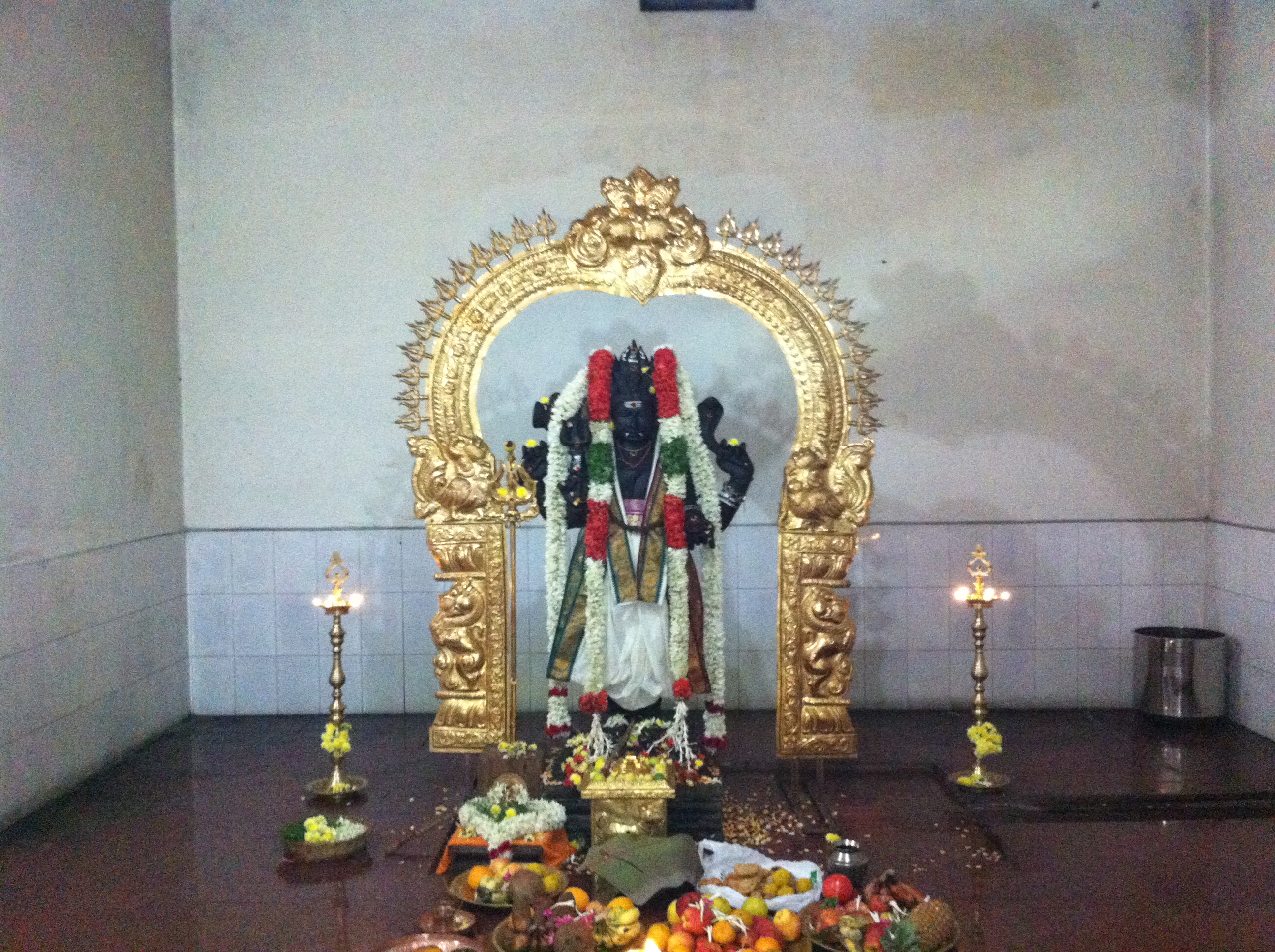
Shri Swarna Kala Bhairava consacrata a Kaga Ashram, Thiruvannamalai, India

I suoi templi e i santuari sono presenti all'interno o in prossimità delle principali Jyotirlinga dei templi, i sacri dodici santuari dedicati a Shiva in tutta l'India, tra cui il Tempio di Kashi Vishwanath a Varanasi e il Tempio Mahakaleshwar a Ujjain, dove Bhairav è adorato dalla Kapalika e Aghori le sette dello Shivaismo, qui si può anche trovare le Patal Bhairav e Vikrant Bhairav i santuari.
Templi Kaal Bhairava si possono trovare anche in giro Shakti Peetha, come è detto Shiva ha assegnato il compito di custodire ciascuno dei 52 Shakti Peetha a ogni Bhairava. Così ci sono 52 forme di Bhairava, che sono di fatto considerate come una manifestazione di Shiva stesso.
Tradizionalmente Kal Bhairav è il Grama deva nei villaggi rurali di Karnataka, Maharashtra e Tamil Nadu, dove è indicato come "Bhaivara / Annadhani"  Vairavar . In Karnataka come Signore Bhairava è il Dio supremo per la comunità, comunemente indicato come "Gowdas", soprattutto per la casta Gangadikara Gowda è considerato come il custode e il punitore.
Il riformatore indù Adi Sankara ha scritto un inno su Kala Bhairava di Kashi, che si chiama come Kala Bhairav Ashtakam.

## Osservanze
Bhairava Ashtami  per commemorare il giorno Kal Bhairav apparso sulla terra, si celebra il Krishna paksha Ashtami del mese Margashirsha di calendario indù con un giorno di preghiere speciali e riti.
A Bhaktapur ogni anno in occasione del Bisket Jatra si celebra anche una festa in onore di Bhairava trascinando un carro per le vie della città.

## Templi
Bhairava è un'importante divinità Newari. In tutti gli insediamenti tradizionali Newari hanno almeno un tempio di Bhairava. La maggior parte dei templi di Bhairava sono in Nepal e mantenuti da sacerdoti Newari.
Templi di Kala Bhairava si trovano anche intorno agli Shaktipeeth. Si dice che Shiva abbia assegnato il compito di custodire ciascuno dei 52 Shaktipeeth a un Bhairava e che esistano 52 forme di Bhairava, considerate una manifestazione di Shiva stesso. Tradizionalmente, Kala Bhairava è il Grama devata nei villaggi rurali del Maharashtra, dove è chiamato "Bhairava/Bhairavnath" e "Bairavar". In Karnataka, il Signore Bhairava è la divinità suprema della comunità indù, comunemente chiamata Vokkaliga (Gowda). Soprattutto nella Jogi Vokkaliga, è considerato il custode e il punitore.